# David Jenkins
David Jenkins, född den 25 maj 1952 i Pointe-à-Pierre, Trinidad och Tobago, är en brittisk friidrottare inom kortdistanslöpning.
Han tog OS-silver på 4 x 400 meter vid friidrottstävlingarna 1972 i München. 